# Trandolapril
Trandolapril é um medicamento do tipo inibidor da enzima de conversão da angiotensina (IECA) usado em tratamento de hipertensão arterial.